# Beniczky Gábor (nagybirtokos)
Beniczei és micsinyei Beniczky Gábor (további keresztnevei: Ádám Mária Jenő István, helyenként Benitzky; Zsámbok, 1852. május 11. – Máramaros vármegye, 1894. július 3.) cinkotai nagybirtokos, főrendiházi tag, tartalékos honvéd százados volt. 
Kezdeményezője volt a Budapesti Központi Tejcsarnok Szövetkezetnek, a Pestmegyei Hitelszövetkezetnek, és oszlopos tagja az Országos Magyar Gazdasági Egyesületnek. Egészen haláláig a magyar és Pest megyei állattenyésztés (elsősorban ló, szarvasmarha) emelése érdekében tevékenykedett. Az úrlovas sportok minden ágában jól szerepelt. 
Hirtelen halála sok találgatásra adott okot, a 20. században is több legenda született vele, állítólagos könnyelmű életvitelével kapcsolatban. Felesége Batthyány Ilona grófnő volt. Apja Beniczky Ödön, a gödöllői választókerület országgyűlési képviselője, nagybátyja Beniczky Ferenc volt.

## Élete
Beniczky Ödön és Keglevich Stefánia elsőszülött gyermeke volt. Legidősebb testvére, Margit (1853–1868), mindössze 14 évesen, hirtelen, „meghűléstől eredt baj után” halt meg. Felnőttkort megért testvérei: Ádám (1855–1923); Géza (aki már Cinkotán született, 1857–1934); Mária (1858–1918); Márta (1861–1941); és Margit (becenevén Mici, 1868–1940) voltak. Római katolikusnak keresztelték. Keresztszülei anyai nagyapja, Keglevich Gábor (1784–1854) és apai nagyapjának testvére, Majthényi Pálné, szül. Beniczky Mária (1776–1866) voltak.
Az 1863–1864-es tanévtől a pesti Kegyes Tanítórendi Főgimnázium tanulója, majd az 1870–1871-es tanévben a Magyar Királyi Tudomány-Egyetem joghallgatója volt. 1872-ben jó eredménnyel zárta a honvédségnél önkéntes huszár lovassági hadapród vizsgáját is – ettől kezdve fokozatosan  haladt a ranglétrán, 1887-ben  pedig tartalékosként a magyar királyi honvéd lovasság Budapesti 1. honvéd huszár ezredének századosává nevezték ki. Kapcsolata a honvédséggel haláláig megmaradt.
1879 júliusában Kolozsváron a római katolikus egyházat elhagyva unitáriussá lett. Nagy valószínűséggel ebben Batthyány Ilonával kötött házassága játszott szerepet. 1891-től haláláig a budapesti unitárius egyházközség keblitanácsának tanácsosa volt.
1879. augusztus 14-én cinkotai otthonában vette feleségül Batthyány Ilona grófnőt. A szertartást kilyéni Ferencz József unitárus püspök végezte. Násznagyok gróf Batthyány Elemér, a menyasszony testvére és báró Podmaniczky Géza (aki anyai ágon volt a vőlegény rokona) voltak, a vőfély tisztjét pedig Rökk Szilárd, „a Beniczky-család veterán tisztelője” töltötte be. Házasságukból egy leánygyermek, Lea Valentina (1880. április 8.–1883. február 27.) született, aki azonban nem érte meg harmadik életévét – emlékét szülei közös akarata szerint a Szerb Antal Gimnázium kertje őrzi.

### Pályafutása
1871-ben már tagja volt a galgavidéki agarász-egyletnek. Az 1886-ban az úrlovas sport emelésére, és ennek előmozdításaként az országos agarászat és agárversenyek pártolására, s rendezésére alakított Magyar országos agarász-szövetség országos agárversenyt rendező bizottságának bírája volt a kezdetektől haláláig, mely versenyeit e tisztség betöltéséig Cinkotán rendezte.
1872-ben Pest megye tiszteletbeli aljegyzőjévé választották. 1875-től (édesapja halála után) a Nemzeti Casino, 1876-ban a Pest megyében létrehozott lótenyésztési bizottság váczi felsőjárási tagja és a Pesti Lovaregylet egyleti tagja lett, melyben 1882-től a verseny-igazgatóság tagjai közé választották, amiről 1883 márciusában (kislánya halálát követően) lemondott.
1878-tól, édesanyja (az addigi haszonélvező) halála után vette át a cinkotai birtok irányítását. Tovább vitte az apja által 1852-ben alapított ménest, és hamarosan nemzetközileg is elismert szakember lett, bizalommal fordultak hozzá tanácsért, állatvásárláskor is. Az 1870-es évek közepétől kezdve számos versenyt és vadászatot rendezett, majd az 1880-as évektől országos kiállításokon is zsűrizett.
1880 márciusában beválasztották a lótenyésztés emelésére alakult részvénytársulat igazgatóságába. 1883 januárjában a pestmegyei állattenyésztő egyesület alakuló közgyűlésén választmányi tag lett, ahol februárban Hajós Józseffel közfelkiáltással alelnökké választották. A szintén januárban alakult Budapesti Központi Tejcsarnok Szövetkezet alapítótagja és egyik legnagyobb részvényese, kezdetben (júliustól) felügyelőbizottsági tagja volt, alig egy hónap múlva pedig igazgatósági tagnak választották. A szövetkezetet gróf Andrássy Aladárral együtt létesítette a földmivelési minisztérium alatt létrehozott, ekkor Egán Ede vezette országos tejgazdasági felügyelőség kezdeményezésére.
1885 januárjában bekerült a Pest-Pilis-Solt-Kiskun vármegye közigazgatási bizottság bíráló választmányba. Ugyanekkor a pestmegyei lótenyésztési bizottmány elnökévé is megválasztották, aminek addig alelnöke volt. Az 1885-ös Országos Általános Kiállításon az ő feladata volt az októberi lókiállítás Pest megyei szekciójának megrendezése, ami nagy sikert aratott. Ezt követően 1886 februárjában lemondott a lótenyésztési bizottmány elnökségéről, áprilisban pedig Hajós Józseffel a pest megyei gazdasági egyesület alelnökévé választották. Az 1886 májusában alakult Pestmegyei Hitelszövetkezet egyik kezdeményezője, alapító igazgatósági tagja volt.
1886 szeptemberében adott engedélyt a közmunka és közlekedési miniszter a budapesti közúti vasúttársulatnak, hogy megkezdje az előmunkálatait egy a magyar államvasutak központi személypályaházának érkező oldalától Cinkotáig tartó pályára, mint a személyszállítás mellett a főváros élelmezését is szolgáló három nagy jelentőségű vicinális vonat egyike, ami jelentős fejlesztési lehetőséget adott úgy Pest-Buda, mint a vidék településeinek. Így elindult a szervezkedés a szintén a Kerepesi út mentén, a cinkotai kiserő körül elterülő Beniczky-birtokon (igen kedvező áron, de szigorú feltételekkel) egy nyaraló építő szövetkezet alapítása (Mátyásföld, mely már a tervezéskor egy állomáshelyet kapott a h.é.vasútvonalon, megteremtője és vezetője Kunkel Imre, a tejcsarnok és a Beniczky-birtokok igazgatója volt), illetve egy községi hitelszövetkezet, Beniczky Gábor elnökletével.
1888 szeptemberétől alapító igazgatósági tagja volt a magyar gazdák hadsereg-ellátási szövetkezetének, 1891 októberétől pedig a Magyar mezőgazdák szövetkezetének is. 1892-ben az akkor alakult Magyar tőzeg és műtrágya Ipar részvénytársaság, 1893-ban az előbbit kezdeményező magyar ipar- és kereskedelmi bank részvénytársaság is beválasztotta igazgatóságába.

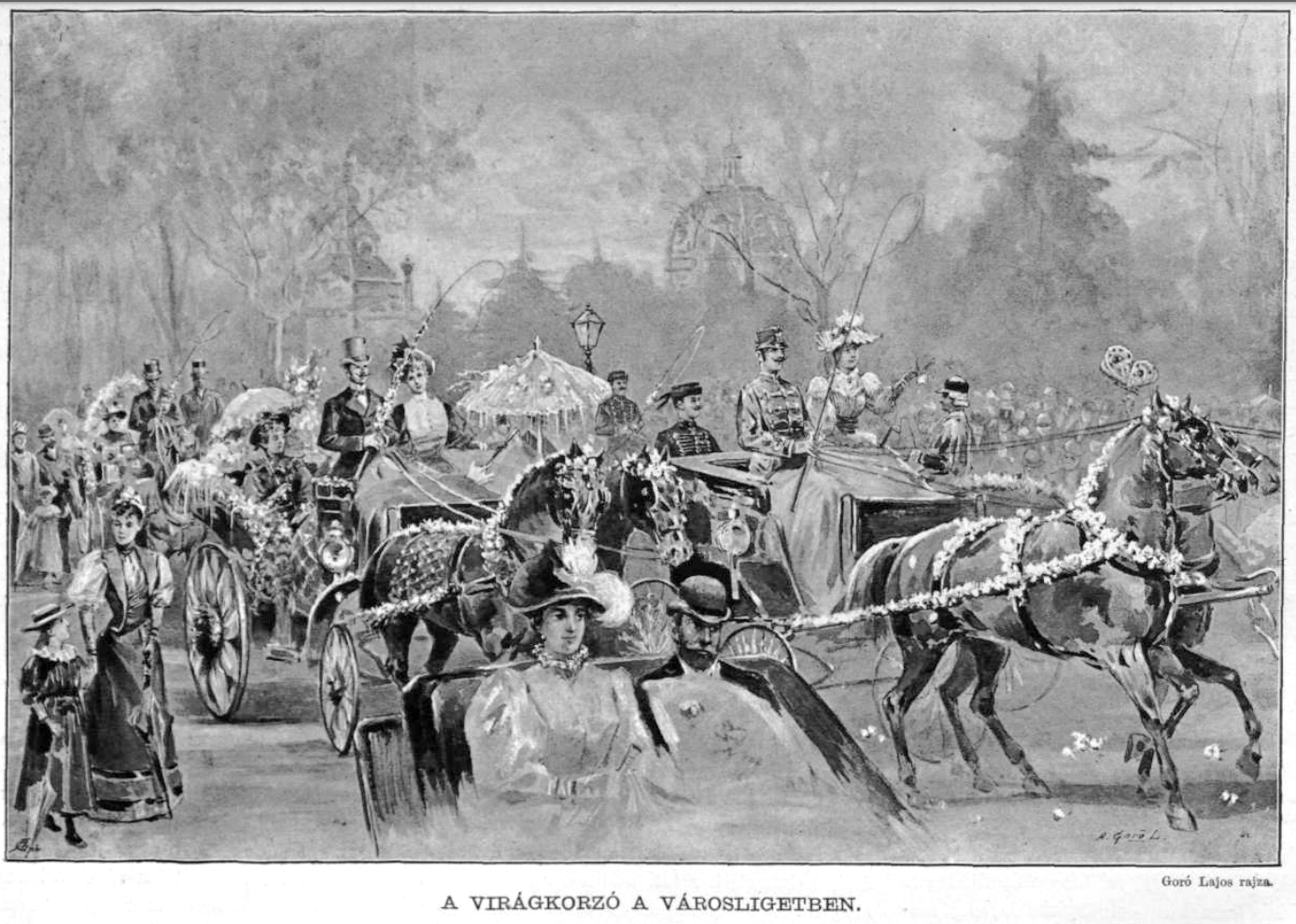
Az első magyar Virág-kocsikorzó 1893. május 20-án, Goró Lajos rajzán (Vasárnapi Ujság)

Az 1890-ben Bécsben megrendezett általános gazdasági és erdészeti kiállításon a június 7-i magyar kisbirtokosok kiállítás és a Pozsony-Bécs négyesfogatverseny megszervezéséét decemberben a földmívelésügyi miniszter legfelsőbb elismerésében részesült. A sikeren felbuzdulva még a nyár folyamán elkezdett szervezni egy „Coaching“-klubot, vagy kocsizó egyletet, amit az előkészítés után (melyben rajta kívül még Almássy Kálmán buzgólkodott), 1891 januárjában Batthyány Gézával és Andrássy Gézával meg is alapítottak Magyar Tattersall Egylet néven. Célja a magyar kocsiló tenyésztés és értékesítés előmozdítása luxus-lókiállítások és árverések, versenyhajtások (4-es és 2-es fogatokkal), fogat-kiállítások és korzók rendezése volt. A megalakulás évben a Városligetben nagy sikerű lóvásárt és kiállítást is szervezett. 1892 decemberében Lukács Béla kereskedelemügyi miniszter az 1895. évben Budapesten tartandó országos általános nemzeti kiállításon elnöklete alatt működő országos bizottság tagjai közé választotta. 1893-ban kezdeményezője és rendezője volt – a magyarországi tűzkárosultak javára ő cs. és kir. fensége József főherceg védnökségében megrendezett májusi ünnep keretében – az első magyar Virág-kocsikorzónak. Az egyletnek élete végéig igazgatósági tagja maradt, az elnöki pozíciójáról még 1893 januárjában lemondott.
1891 februárjában az Országos Magyar Gazdasági Egyesület lótenyésztési szakosztályt alakított, melynek elnökévé választák. 1893 márciusában pedig Bethlen András földmivelési miniszter által az 1896-os millenniumi országos kiállításra kinevezett szervező bizottsági tagok között az állattenyésztés szekcióban a lótenyésztési bizottság elnöke lett.
1891-ben egy évre engedélyt kapott a Neuschloss Miksa, Neuschloss Ödön és Marczel céggel, a nyugoti pályaházától vagy rákosi állomásától vagy Cinkotától Gödöllőig vasúti előmunkálatra.
1892. december 22-étől a magyar minisztertanács előterjesztése folytán az országgyűlés főrendiháza életfogytiglan való tagjává nevezték ki. 1894 februárjában beválasztották a közgazdasági, májusban a millenniumi bizottságba. Támogatta Wekerle Sándor egyházpolitikai törvénycsomagját.
1893 elején egy konzorciummal kapcsolatban merült fel számos helyen a neve, amiben sógora, gróf Batthyány Géza vezetésével, báró Üchtritz Zsigmonddal, Hajós József és Rhée nagybirtokosokkal Vaszary Kolostól bérbe vették volna a több megyében szétszórva fekvő prímási birtokokat, mely törekvésnek számos pártolója, de ellenzője is akadt. 1894 nyár elején kezdtek újra cikkezni erről a lapok, miszerint a Batthyány és érdektársai a birtokokat 30 évre vennék bérbe, a finanszírozását pedig a Pesti Hazai Első Takarékpénztár vállalta magára részesedésért, a szerződés megköttetett a prímás, a főkáptalan és a kormány jóváhagyásával, már a király elé került az „ügy”. A bérbeadandó birtokok gazdatisztjei azonban tiltakoztak, majd az esztergomi káptalan többsége is állást foglalt a bérbeadás ellen, hamarosan pedig a frissen kinevezett Eötvös Loránd vallásügyi miniszter is a kormány ellenzését tolmácsolta, illetve a szerzősét megkötését kezdeményező Lóskay Jeromos prímási jószágkormányzót felmentették.

### Halála

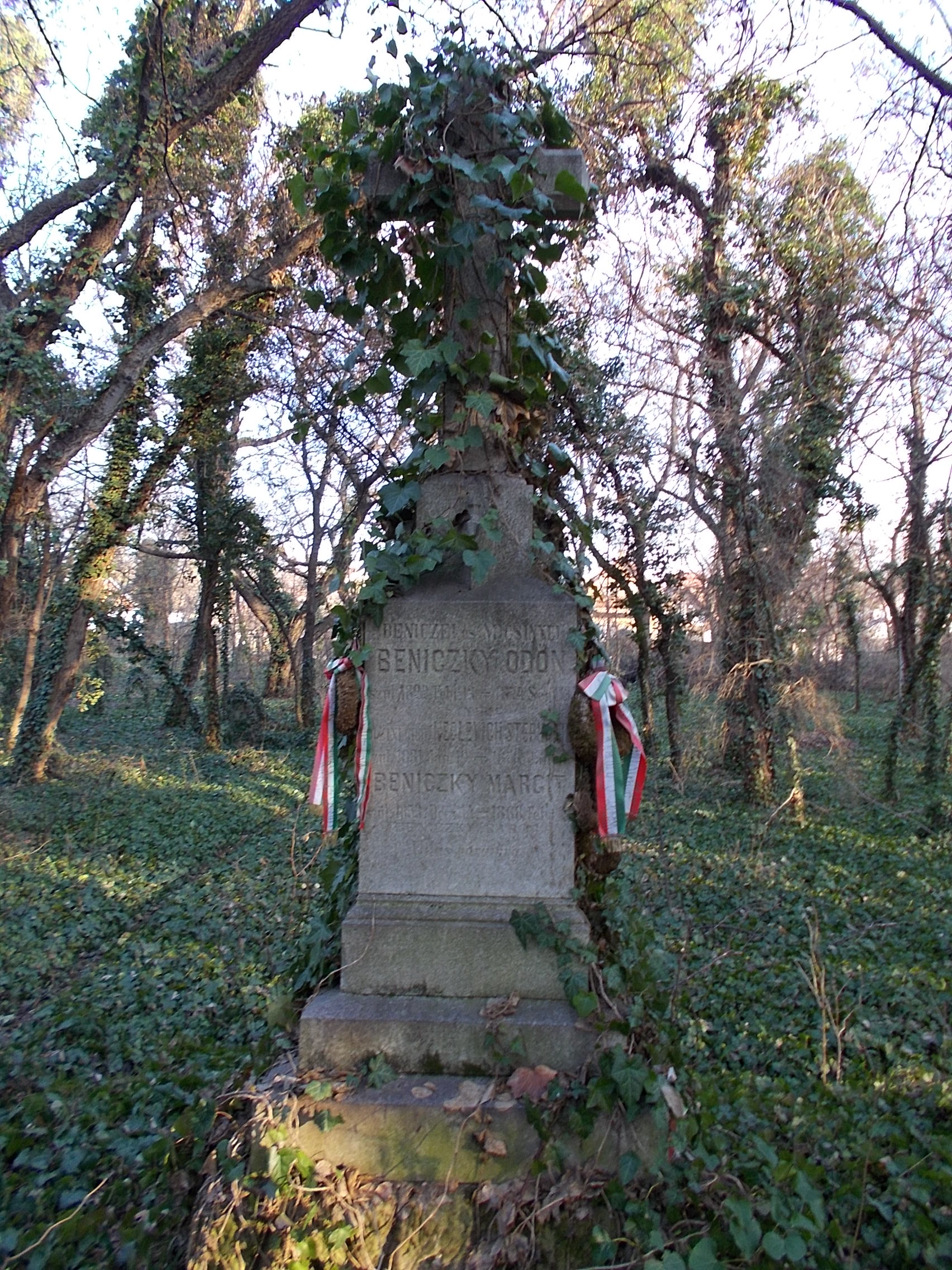
Nyughelye a cinkotai (régi) temetőben az evangélikus templom mellett (2019)

Beniczky Gábor 1894 június végén egyik, Máramaros vármegyei érdekeltségét látogatta, majd július 3-án a hivatalos jelentések szerint pisztolyával fejbe lőtte magát a közeli erdőségben. Minden beszámolóban közös, hogy feleségének üzenetet küldött, melyben halálát előrevetítette, majd egy pisztolyvásárlást követően kocsin a Lonka falu közeli erdőbe hajtatott, ez után pedig, mikor már Batthyány Ilona megérkezett a helyszínre, fokozott erőkkel indult meg a keresése (ezt elősegítendő, nagy jutalmat is kitűzött a megtalálónak). Holttestére 5-én reggel találtak rá. Eltűnése nagy feltünést keltett, az újságok szalagcímben hozták napokon át. Némelyek az izgatottságát a „házában előfordult kellemetlenségeknek” tulajdonítják — egyesek szerint Batthyány Ilona féltékeny volt férjére, mások „az izgalmas családi jeleneteket” épp a férj idegbetegségének tulajdonították. Azt, hogy idegességben szenvedett több, közte egy családi nyilatkozat is erősítette, ami arra hivatkozott, hogy leesett lováról (ezt a Vadász- és Versenylap januári száma is alátámasztja), agyrázkódtatást szenvedett, és ezt követően sokszor érte szédülés. (Az anyagi okokat egy az örökségről 1895-ben kiszivárgott sajtóhír is kizárta.)
1894. július 7-én a Beniczky-kastély parkjában ravatalozták föl, onnan kísérték a cinkotai (régi) temetőbe és helyezték örök nyugalomra szülei sírjában, ahol 14 évesen elhunyt legidősebb húga is nyugszik. Temetésén sokan megjelentek, számos koszorút és feliratát megemlítettek az újságok. A ceremóniákon a katolikus pap nem jelent meg, az evangélikus Jezsovits Pál és az unitárius Derzsi Károly lelkész is beszédet mondott.
Több szervezet jegyzőkönyvben emlékezett meg elhunyta feletti részvétéről, így többek között az Országos Magyar Gazdasági Egyesület, Pestvármegye Gazdasági Egyesülete, Pest-Pilis-Solt-Kiskun megye törvényhatósági bizottsága, Kiskunmegye törvényhatósági bizottsága, a főrendiház, az O. M. G. E. állattenyésztési szakosztálya, a szövetségbe lépett gazdasági egyesületek végrehajtó-bizottsága, Magyar Tattersall Egylet.

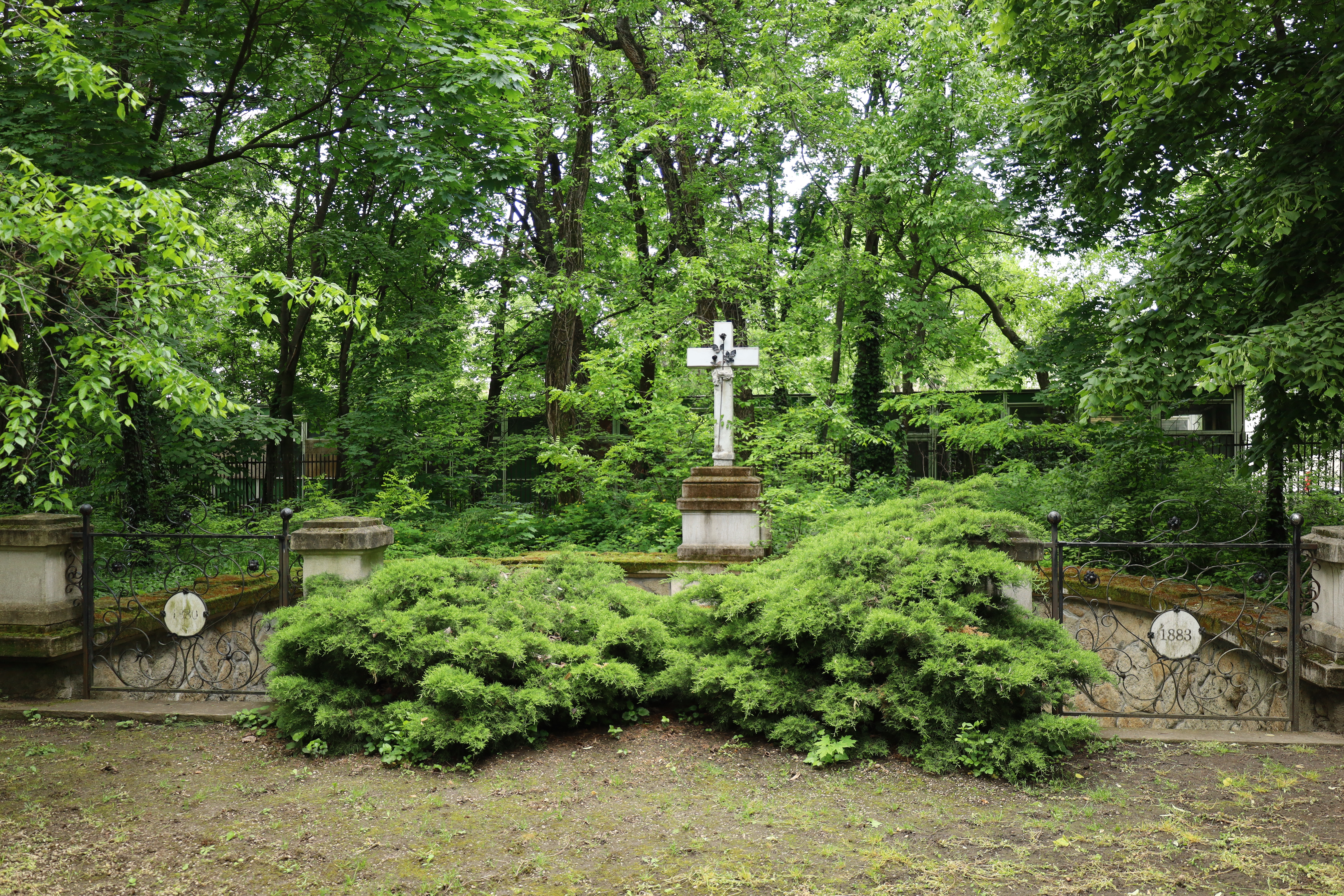
Beniczky Lea hajdani sírhelye a Szerb Antal Gimnázium kertjében

A még 1892-ben keltezett végrendeletében – szokásjog szerint a birtokait özvegye haszonélvezeti jogával terhelten – fő örökösként Géza öccsét jelölte meg, aki két gyermeke, István (1883–1909) és Mária (1884–1940, Pejacsevich Márkné) javára lemondott erről. Lantos Antal kutatásai nyomán az örökségről az derül ki, hogy csak több mint 16 év múltán, 1911-ben sikerült végső egyezségre jutni, mivel addig Beniczky Gáborné az örökség egy részéhez sem hagyta hozzájutni az említett örökösöket, illetve a(z 1897-ben tékozlás miatt) gondnokság alatt álló Beniczky Ferencet (Beniczky Ferenc fiát). Addigra azonban már csak Pejacsevich Márkné Beniczky Mária volt életben, aki megkapott egy 1500 holdas területet (immár haszonélvezet nélkül) az özvegy tulajdonába került 600 holdért. Kastélyáról és annak parkjáról azonban külön rendelkezett, e szerint az elidegeníthetetlenül Batthyány Ilona tulajdona, amiket halála után egy általa meghatározandó jótékony célra „Lea telep” címen köteles felajánlani úgy, hogy kislányuk síremléke örök időkre fenntartassék.

## Emlékezete
Több legendás, de tévinformáció kering Beniczky Gáborral kapcsolatban. Az egyik ilyen Mátyásföld eredettörténete. A valóságban 1885 elején került Kunkel Imre ügyvezető-igazgatónak a Tejcsarnok élére, amit sikerrel folytatott 1893-ig. 1887-ben valóban az ő kezdeményezésére indult el a villatelep egyesület létrehozása és az akkor még csak megépítendő budapest-cinkotai helyiérdekű vasút mentén fekvő Beniczky-terület kedvező áron történő parcellázása. Földes Gábor egyesületi titkár 1910-ben írott visszaemlékezése szerint Kunkel ekkor a Benczky-birtok „gondozója” volt. A Tejcsarnok (saját birtokán) vadászó alapítója tehát nem Kunkel Imre (aki szerepét ez nem csökkenti), hanem maga Beniczky Gábor volt. Ez az építkezés valószínűleg megoldást jelentett a tulajdonosnak a „cinkotai kiserdő” problémájára, ami már hosszú ideje a szerelmi gyilkosságok és párbajok helyszíne volt. 1889-től az ő nevét viselte Mátyásföldön Jókai Mór utca 8.-tól Nógrádverőce út 7.-ig tartó utca, amit 1921-ben a Mátyás király tértől Apponyi Albert utcának neveztek – később mindkét utca új nevet kapott, az előbbi 1950-ben Mészáros József, az utóbbi 1945-ben Táncsics utca lett. 

Ugyancsak az 1880-as években Beniczky Gábor a vasútvonal mentén, a fővárossal határos Cinkotai Nagyicce nevű vendéglőt Ehmann Viktornak adta előbb bérbe, majd el, aki lassan felvásárolta a környező mocsaras (részben Beniczky) területeket is – később ebből nőtte ki magát az önállósult Sashalom község. A terület 20. században, szájhagyomány útján fennmaradt eredetmondája, illetve Thury Károly esperes 1930-ban írott levele – amit később a kutatók Historia Domusként neveztek –, Beniczky Gábort szintén olyannak írják le mint aki a „könnyelmű életmódja miatt eladósodott”. További szóbeszédek arról szóltak, hogy felesége, Batthyány Ilona saját 7000 holdas magánvagyonából egyenlítette ki férje kiadásait, amit közvetlen halála előtt megtagadott tőle és öngyilkosságba ezek miatt menekült. Lantos Antal helytörténet-kutató azonban azt is hozzáfűzi ezekhez a megállapításokhoz, hogy bár a földhivatalban található betéteken a bejegyzett terhelések hatalmasak voltak, a valós pénzügyi helyzetet „pontosan csak pénzügyi szakember segítségével, több hetes munkával lehetne kibogozni, mert a terhelések mellett igen sok bejegyzés található törlésekről, melyek hol a tőkére, hol a kamatokra vonatkoznak”.
Az Országos Magyar Gazdasági Egyesület választmányának elhatározására az 1895. évi évkönyvében Galgóczy Károly emlékézett meg „az egyesület s egyáltalában mezőgazdasági fejlődésünk körül szerzett érdemei”-ről.
Az 1893 augusztusában Cinkotára látogatott Schmidt Sándor mineralógus, aki a hely geológiai viszonyait vizsgálva írt a Beniczky Gábor által, feltehetően még az 1880-as években a „vidékén lakók és nyaralók nagy öröméra” kiépített nyílt uszodáról (a később Caprera szigetéről, az olasz szabadsághős Giuseppe Garibaldi tiszteletére elnevezett Caprera-fürdőről). Ennek patakra épített gátjának külső oldalán két homokkő-tömbön a 2000-es években még látható volt a bevésett „BI” és „BG” monogramok (amik felesége és az ő nevét őrzik).
1894-ben jelent meg Carl Gustav Wrangel svéd lószakértő (hippológus), szakíró Ungarns Pferdezucht in Wort und Bild (magyarul: Magyarország lótenyésztéseírásban és képben) című könyve, amiben a magyar lótenyésztésben elért fejlődést az 1880-as évek közepétől fogva név szerint Beniczky Gáborhoz kötötte, s leírta, hogy sajnálatos a lóvásárok átstrukturálódása mióta az elkötelezett elnök lemondott. Elismeréssel írt a cinkotai ménesről is.

## Elismerései
- 1890 – a földmívelésügyi miniszter legfelsőbb elismerése (a bécsi általános gazdasági és erdészeti kiállításon a magyar kisbirtokosok kiállítás és a Pozsony-Bécs négyesfogatverseny megszervezéséét)
- 1892 – kinevezése a magyar főrendiház életfogytiglan való tagjává